# Krzysztof Frączek
Krzysztof Frączek (ur. 1 lipca 1971 w Toruniu) – polski matematyk, profesor nauk matematycznych, zajmujący się układami dynamicznymi i teorią ergodyczną.

## Życiorys
Krzysztof Frączek urodził się w 1971 roku w Toruniu. Pierwsze sukcesy matematyczne odnosił już w szkole średniej, zakwalifikował się m.in. do międzynarodowej olimpiady matematycznej w Pekinie w 1990 roku. Po ukończeniu szkoły średniej podjął studia matematyczne na Wydziale Matematyki i Informatyki Uniwersytetu Mikołaja Kopernika w Toruniu i ukończył je w 1995. Trzy lata później z wyróżnieniem obronił pracę doktorską Własności spektralne układów dynamicznych napisaną pod kierunkiem Mariusza Lemańczyka i uzyskał stopień naukowy doktora. W 2005 otrzymał stopień doktora habilitowanego na podstawie pracy Dyfeomorfizmy o pochodnych z wielomianowym wzrostem. W 2014 został profesorem tytularnym.
Swoje prace publikował m.in. w „Ergodic Theory and Dynamical Systems”, „Studia Mathematica”, „Communications in Mathematical Physics", „Fundamenta Mathematicae”, „Journal of Modern Dynamics”, „Inventiones Mathematicae”, „Journal für die Reine und Angewandte Mathematik” oraz „Mathematische Annalen". Jest redaktorem „Transactions of the American Mathematical Society” i „Memoirs of the American Mathematical Society”.
Laureat Stypendium Komitetu Badań Naukowych, Stypendium Instytutu Matematycznego Polskiej Akademii Nauk, Stypendium Fundacji na rzecz Nauki Polskiej. Otrzymał Nagrodę im. Stefana Banacha (2014) za cykl piętnastu prac z zakresu teorii ergodycznej i układów dynamicznych.